# Willy Vekemans
Willy Vekemans (* 28. April 1945 in Putte (Belgien)) ist ein ehemaliger belgischer Radrennfahrer.

## Sportliche Laufbahn
Vekemans war im Straßenradsport aktiv. Als Amateur gewann er eine Reihe von Kriterien und Rundstreckenrennen in Belgien. Von 1967 bis 1972 startete er als Berufsfahrer. Seine bedeutendsten sportlichen Erfolge waren die Siege in den Rennen Omloop Het Volk 1965 vor Joseph Spruyt und Gent–Wevelgem 1967 vor Roger de Vlaeminck. Weitere Siege holte er 1968 im Großen Preis des Kantons Aargau, 1969 in der Limburg-Rundfahrt sowie 1970 im Omloop van de Westkust. Dazu kamen Etappensiege in der Belgien-Rundfahrt 1968 und 1969 sowie 1970 bei Tirreno–Adriatico. 1969 wurde er Dritter bei Paris–Roubaix. Im Giro d’Italia 1970 schied er aus. Die Vuelta a España 1970 beendete er nicht.